# Halstad (Minnesota)
Halstad – miasto w Stanach Zjednoczonych, w stanie Minnesota, w hrabstwie Norman.